# Pfälzische G 2.II
Die Fahrzeuge der pfälzischen Gattung G 2.II waren Lokomotiven der Pfälzischen Eisenbahnen.
Insgesamt wurden zwischen 1884 und 1892 nochmals 22 C-gekuppelte Güterzuglokomotiven von der Pfalzbahn angeschafft. Sie wiesen Merkmale der bayrischen Baureihe C IV und einer preußischen C-gekuppelten Maschine auf. Von den Fahrzeugen wurden zwei an die Eisenbahnen des Saargebietes verkauft, und eine ging als Reparationsleistung nach Frankreich.
Die Fahrzeuge waren mit Schlepptendern der Bauart 3 T 9,8 ausgestattet.